# Erman Yıldırım
Erman Yıldırım (* 26. Februar 1983 in Izmir) ist ein ehemaliger türkischer Fußballspieler.

## Karriere

### Verein
Yıldırım erhielt 1998 einen Profivertrag vom Erstligisten Gaziantepspor und spielte die nachfolgenden zwei Spielzeiten für die Nachwuchs- bzw. Reservemannschaft des Vereins. Durch seine vielen Einsätze für die türkischen Jugendnationalmannschaften fiel er den Talentscouts von Fenerbahçe Istanbul auf und wurde im Sommer 2000 in die Nachwuchsabteilung dieses Vereins geholt. In der Saison 2002/03 wurde er vom deutschen Cheftrainer Werner Lorant in den Kader der Profimannschaft aufgenommen und gab in der Ligapartie vom 6. November 2002 gegen den Erzrivalen Galatasaray Istanbul sein Debüt. In dieser Partie des Interkontinentalen Derbys setzte sich Yıldırıms Mannschaft mit einem historischen Ergebnis von 6:0 gegenüber dem Erzrivalen durch. Yıldırım wurde in der 85. Minute für Yusuf Şimşek eingewechselt und zählte damit zu den Spielern die an diesem Kantersieg über den Erzrivalen beteiligt waren. Im weiteren Saisonverlauf wurde er von Lorants Nachfolger Tamer Güney in den zwei letzten Spieltagen der Saison eingewechselt.
Für die Saison 2003/04 wurde Yıldırım vom neuen Cheftrainer Christoph Daum auf die Liste der Spieler gesetzt die ausgeliehen werden sollten und So wurde Yıldırım an den Zweitligisten Antalyaspor ausgeliehen. Nach vier Liga- und einer Pokalbegegnung löste er hier im Januar 2004 seinen Vertrag mit Antalyaspor auf und kehrte zu Fenerbahçe zurück. Hier befand er sich zwar im Mannschaftskader der Profis, spielte aber ausschließlich für die Reservemannschaft und wurde mit dem Profiteam ohne Einsatz wurde er Türkischer Meister.
Nachdem Yıldırım für die Spielzeit 2004/05 an den Zweitligisten Mardinspor ausgeliehen wurde, wurde er im Sommer 2005 samt Ablöse an diesen Verein abgegeben. Nachdem Yıldırım die Spielzeit 2006/07 beim Drittligisten Adana Demirspor verbracht hatte, wechselte er im Sommer 2007 zum Istanbuler Drittligisten Güngören Belediyespor. Mit diesem Verein gelang ihm in der Drittligaspielzeit 2007/08 der Play-off-Gewinn der Liga und damit der Aufstieg in die TFF 1. Lig. 
Da Yıldırım bei Güngören Belediyespor nicht über die Reservistenrolle hinausgekommen war, wurde er im Sommer 2008 ablösefrei an den Drittligisten Akhisar Belediyespor abgegeben. Bei diesem Verein etablierte er sich unter der Führung des Cheftrainers Mehmet Atilla Özcan schnell zum Stammspieler. In der Drittligasaison 2009/10 wurde er mit Akhisar Vizemeister und erreichte damit den ersten Aufstieg der Vereinsgeschichte in die TFF 1. Lig. In der 2. Liga geriet die Mannschaft schnell in die Abstiegszone und konnte sich bis zum März 2011 aus dieser nicht befreien. So erklärte der langjährige Cheftrainer Özcan seinen Rücktritt und wurde von Hamza Hamzaoğlu ersetzt. Dieser verzichtete auf Yıldırım in dem verbleibenden Teil der Saison und sicherte mit seiner Mannschaft am letzten Spieltag den Klassenerhalt. Nachdem Yıldırım in den ersten Spieltagen der Saison wieder zu einem Pflichtspieleinsatz für Akhisar gekommen war, wurde er noch vor dem Ende der Sommertransferperiode an den Drittligisten Yeni Malatyaspor abgegeben.
Im Sommer 2012 wechselte er zum Viertligisten Belediye Vanspor und beendete hier nach einer Saison mit 30 Jahren seine Karriere.

### Nationalmannschaft
Yıldırım begann seine Nationalmannschaftskarriere in der Türkischen U-15-Nationalmannschaft und durchlief bis zur Türkischen U-20-Nationalmannschaft fast alle Jugendauswahlmannschaften seines Landes.

## Erfolge
Mit Fenerbahçe Istanbul
- Türkischer Meister: 2003/04 (Ohne Einsatz)

Mit Güngören Belediyespor
- Play-off-Sieger der TFF 2. Lig und Aufstieg in die TFF 1. Lig: 2007/08

Mit Akhisar Belediyespor
- Play-off-Sieger der TFF 2. Lig und Aufstieg in die TFF 1. Lig: 2009/10